# Krostitz
Krostitz är en kommun och ort i Landkreis Nordsachsen i förbundslandet Sachsen i Tyskland. Kommunen har cirka 4 200 invånare.
Kommunen ingår i förvaltningsområdet Krostitz tillsammans med kommunen Schönwölkau.